# NGC 2573
NGC 2573 je galaksija u zviježđu Oktantu.

## Vanjske poveznice
- SEDS: NGC 2573